# Copera vittata
Copera vittata – gatunek ważki z rodziny pióronogowatych (Platycnemididae).